# 미국 야구 국가대표팀
미국 야구 국가대표팀은 미국을 대표하는 야구 국가대표팀이다.
처음에는 대학생 선수 위주로 선발했지만, 이후 프로 선수가 국제 대회에 참가할 수 있게 되면서 마이너 리그나 독립 리그의 선수들이 주축을 이루고 있다. 이는 MLB에서 선수 차출을 거부하며, 오직 MLB 사무국이 주관하는 국제 대회인 WBC에만 참가할 때 메이저 리그 로스터에 들어 있는 선수들의 출전을 허락해 준다.(차출 여부는 선수 본인 의사에 따른다.) 이는 미국의 개인주의를 단적으로 보여 주는 예이기도 하다. 하지만 WBC에서도 신통치 않은 성적을 보여 주고 있다.

## 역대 대회 성적

### 국제 대회 성적

#### 올림픽성적
- 1984년 - 2위 (시범 종목)
- 1988년 - 1위 (시범 종목)
- 1992년 - 4위
- 1996년 -  동메달
- 2000년 -  금메달
- 2008년 -  동메달
- 2020년 -  은메달
- 2028년 -

#### 월드 베이스볼 클래식성적
- 2006년 - 2라운드 탈락
- 2009년 - 4위
- 2013년 - 6위
- 2017년 - 우승
- 2023년 - 준우승
- 2026년 -

#### 야구 월드컵성적
- 우승 - 1973, 1974, 2007, 2009
- 준우승 - 1938, 1940, 1969, 1970, 1972, 1978, 1988, 2001
- 3위 - 1939, 1982, 1984

#### 대륙간컵성적
- 우승 - 1975, 1981
- 준우승 - 1977, 1983, 1987, 1993
- 3위 - 1973, 1979

#### WBSC 프리미어 12
- 2015년 -  준우승
- 2019년 - 4위

### 아메리카 지역대회 성적

#### 팬아메리칸 게임성적
- 금메달 - 1967
- 은메달 - 1951, 1955, 1963, 1971, 1975, 1987, 1999, 2003, 2007
- 동메달 - 1959, 1983, 1991

## 같이 보기
- 메이저 리그 베이스볼
- 푸에르토리코 야구 국가대표팀